# 查理·维拉纽瓦
查理·亚历山大·维拉纽瓦（英語：Charlie Alexander Villanueva，1984年8月24日—），生于纽约市皇后区，美国籍多米尼加职业篮球运动员，司职大前锋。
维拉纽瓦是第二代美国移民，父亲罗伯托·维拉纽瓦、母亲Doris Mejia是从多米尼加共和国移民到美国，他生长于皇后区随后迁往新泽西州，现居住在纽约布鲁克林区。 6尺11寸（2.11米）的他在2005年NBA选秀中第一轮第7顺位被多伦多猛龙选中。

## 高中时期
他在高中时期就读于布莱尔学院，与退役球星罗尔·邓是校友，也同时高中篮球队的队长。高中时期获得过新泽西州篮球先生称号，维拉纽瓦最初准备参加2003年NBA选秀，但中途退出，进入了康涅狄格大学学习打球。

## 大学生涯
维拉纽瓦最初口头承诺进入伊利诺伊大学打球，但是大学主教练比尔·塞尔夫转投堪萨斯大学，他也随即取消了承诺，想要追随塞尔夫去堪萨斯大学，但是最终他还是选择加盟了NCAA劲旅康涅狄格大学。 （页面存档备份，存于）
在康涅狄格大学的首个赛季，维拉纽瓦入选NCAA大东区最佳新秀第二阵容，并且是康涅狄格大学夺取2004年NCAA总冠军球队的主要替补球员。在大学二年级，他以场均13.6分和8.3个篮板成功入选NCAA大东区全明星第二阵容。
2004年夏天，维拉纽瓦成为美国国家男子篮球21岁以下青年队成员，帮助球队夺取了世青赛的冠军。

## NBA生涯
多伦多猛龙在2005年NBA选秀中摘下维拉纽瓦后受到了广泛的质疑，当时他在新秀赛季的比赛中却有着很稳定可靠的表现，取得了场均13分和6.4个篮板，在2005-06赛季NBA最佳新秀的投票竞选中名列联盟第二，入选2005-06赛季NBA最佳新秀第一阵容。
在2006年3月26日，维拉纽瓦在一场116-125输给密尔沃基雄鹿队的比赛中打出了自己职业生涯最高的单场48分的数据，这也是猛龙队历史上的新秀得分纪录，这一纪录也是1996-97赛季阿伦·艾弗森拿下50分后的最高新秀得分。
2006年6月30日，维拉纽瓦被交换去密尔沃基雄鹿以换取T·J·福特和一些现金优惠。
在2007年季后赛中，维拉纽瓦取得了场均12.6分、6.2个篮板、1.0个助攻和0.7次抢断。
2009年夏季，维拉诺瓦作为自由球员，和底特律活塞队签约。

## 个人
维拉纽瓦患有全身性禿髮症，这种病症不会对身体产生其他伤害。维拉纽瓦成为美国全国秃头症基金会（National Alopecia Areata Foundation）的发言人，帮助一些和他患着同样疾病的人。2006年3月，为了表彰他在公益方面的努力，NBA联盟授予了他2月份联盟公共协助奖。

## 荣誉
- 2003 - 新泽西州高中篮球先生，和罗尔·邓分享
- 2003 - 入选新泽西州高中全明星队
- 2003 - 麦当劳高中全明星阵容
- 2004 - NCAA大东区（Big East Conference）最佳新秀阵容
- 2004 - NCAA总冠军成员，康涅狄格大学Huskies篮球队
- 2004 - USA青年队世青赛金牌成员
- 2005 - NCAA大东区全明星第二阵容
- 2005 - 多伦多猛龙队社区MVP奖
- 2005 - NBA东部联盟11月最佳新秀
- 2006 - 被选入2006年休斯敦NBA全明星周末新秀挑战赛
- 2006 - 2月份联盟公共协助奖
- 2006 - 多伦多猛龙队新秀历史纪录：单场48分
- 2006 - 多伦多猛龙队新秀历史纪录：单场18个篮板
- 2006 - NBA最佳新秀全联盟排名第二，排在克里斯·保罗之后
- 2006 - NBA新秀第一阵容
- 2007 - 被选入2006年拉斯维加斯NBA全明星周末新秀挑战赛（因伤缺席）